# Hans Sträuli

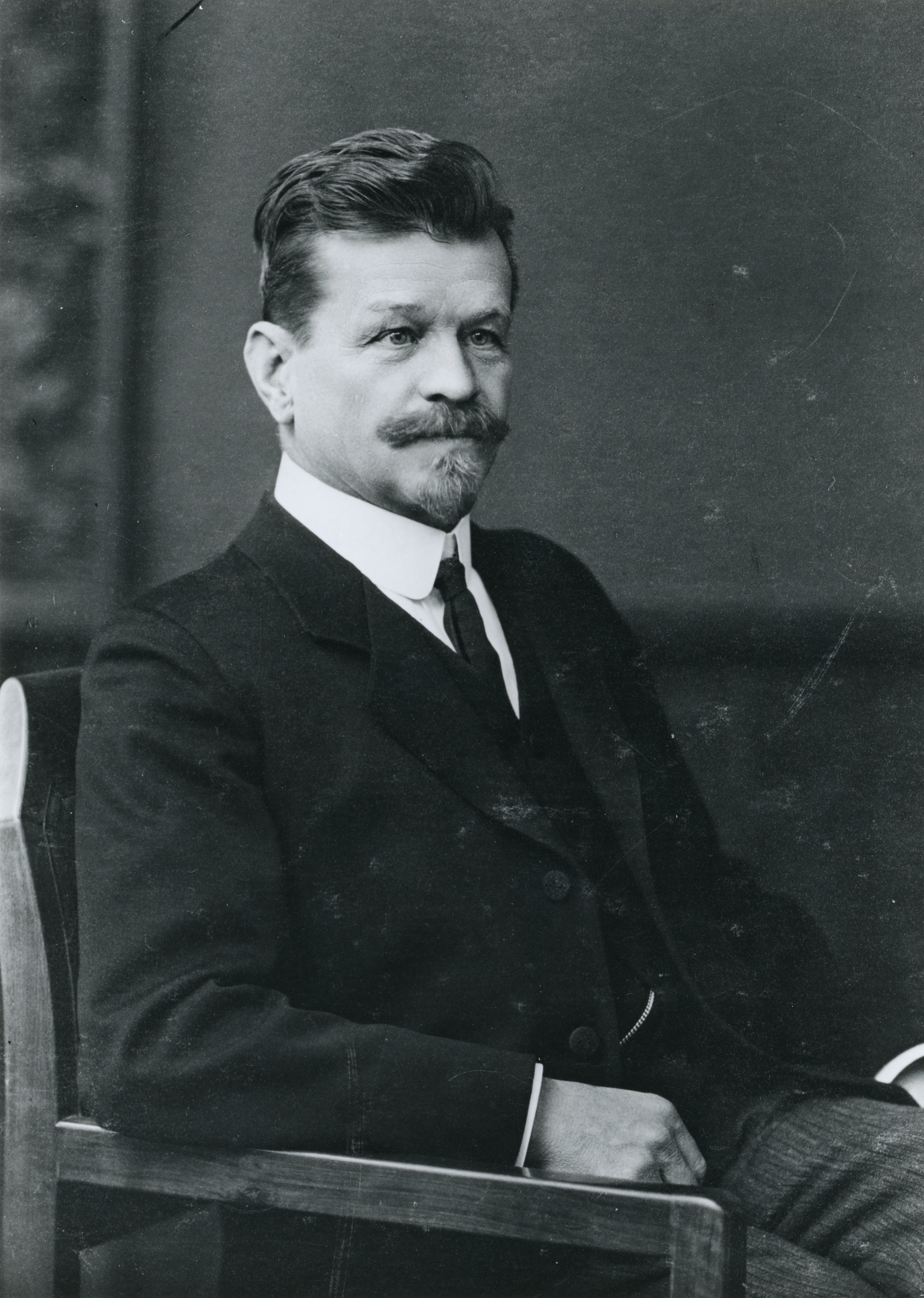
Hans Sträuli (1911)

Hans Emil Sträuli (* 31. Juli 1862 in Winterthur; † 6. Juni 1938 ebenda) war ein Schweizer Jurist und freisinniger Politiker.

## Leben

### Familie

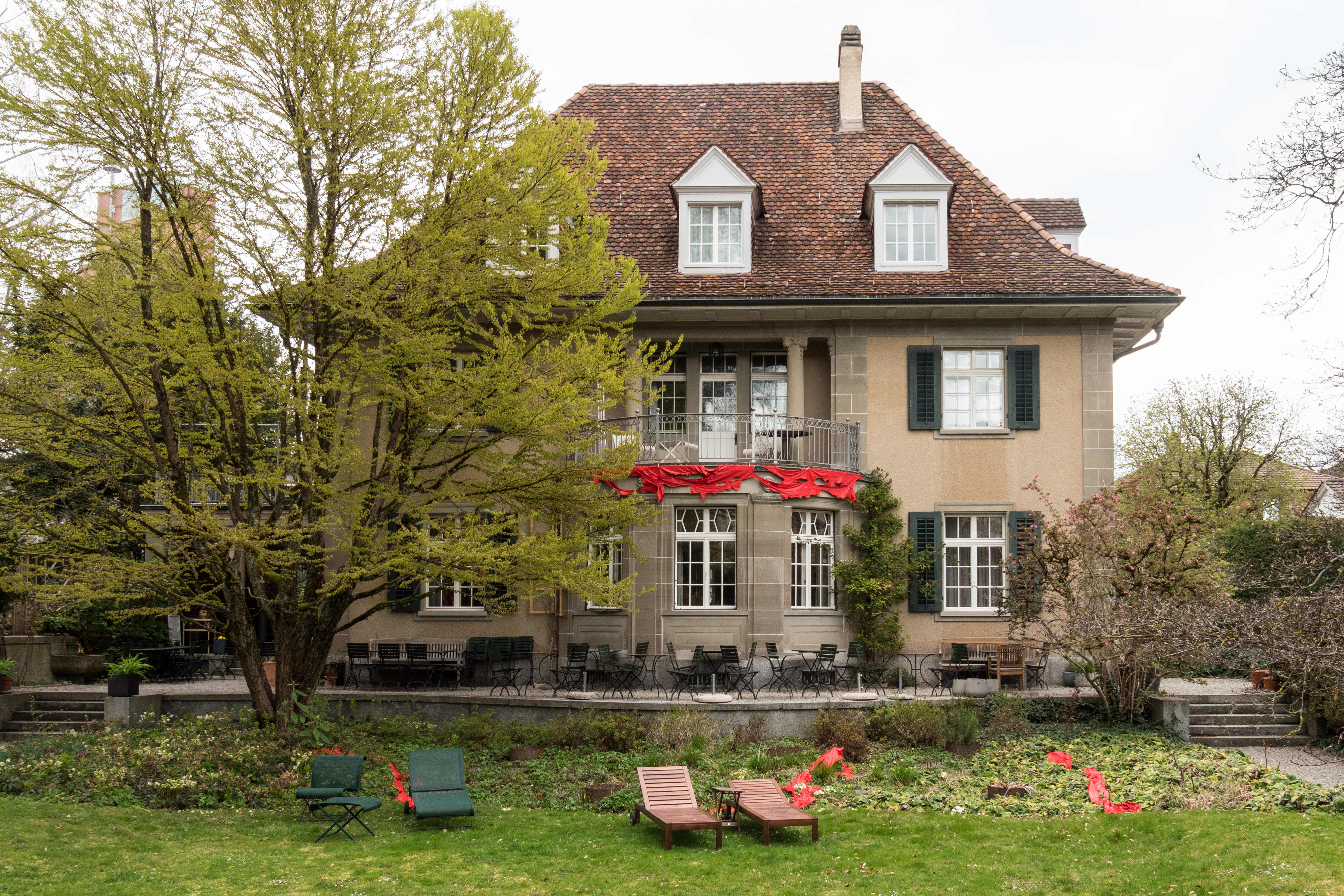
Villa Sträuli (2019)

Hans Sträuli war der Sohn des Juristen und Politikers Heinrich Emil Sträuli und dessen Ehefrau Anna (geb. Ganzoni) (1836–1867) aus Celerina; er hatte noch mehrere Geschwister.
Sein Grossvater war der Gründer der Seifenfabrik Sträuli, Johannes Sträuli. Seine Tante war die Frauenrechtlerin Ida Sträuli-Knüsli
Im Jahre 1900 schloss er den Bund der Ehe mit seiner Cousine Karolina Maria (* 1867; † 1950), der Tochter von Benjamin Carl Sträuli (1839–1913) und von dessen Ehefrau Maria Haggenmacher (1840–1916) aus Winterthur; ihre Schwester Lilly war mit dem Unternehmer Fritz Schoellhorn (1863–1933) von der Brauerei Haldengut in Winterthur vermählt. Er hatte mehrere Kinder und wohnte mit seiner Familie in der Villa Sträuli in der Museumstr. 60 in Winterthur, die er von 1908 bis 1911 erbauen liess.

### Werdegang
Hans Sträuli besuchte die Volks- und Kantonsschule (siehe Kantonsschule Rychenberg) in Winterthur. Er absolvierte 1881 seine Matura und immatrikulierte sich im selben Jahr zu einem Studium der Rechtswissenschaften an der Universität Zürich. Er setzte das Studium fort, indem er die Universität Strassburg, die Universität Berlin und die Universität Heidelberg besuchte; am 25. Juli 1885 promovierte er mit seiner Dissertation Das Retentionsrecht nach dem Bundesgesetz über das Obligationenrecht zum Dr. jur.
Nach Beendigung des Studiums hielt er sich einige Zeit in Paris und London auf und beschäftigte sich dort mit Kunstgeschichte, bevor er von 1887 bis 1897 zuerst als Substitut, dann als Associé, im Anwaltsbüro von Hans Knüsli tätig war.
Von 1897 bis 1911 war er Mitglied des Obergerichts des Kantons Zürich und war dort von 1898 bis 1908 Schwurgerichtspräsident und von 1902 bis 1905 Vizepräsident sowie von 1906 bis 1909 Präsident des Obergerichts.
Eine Wahl an das Bundesgericht lehnte er 1902 ab.
Er war von 1892 bis 1922 Mitglied im Verwaltungsrat der Schweizerischen Volksbank.

### Politisches und gesellschaftliches Wirken

Gruppenbild mit v. l. n. r.: Carl Vogel (Stadtrat 1916–1933), Hans Sträuli (Stadtrat 1911–1930), Robert Wirz (Stadtrat 1920–1930), Fritz Studer, Caspar Wachter, Oskar Huber, Alfred Messer (Stadtrat 1920–1942), Jean Leuthold

Hans Sträuli war ab 1892 Mitglied im Grossen Stadtrat (1897: I. Vizepräsident) beziehungsweise ab 1921 im Gemeinderat von Winterthur und, als Nachfolger des verstorbenen Rudolf Geilinger, von 1911 bis zu seinem Rücktritt 1930, Stadtpräsident von Winterthur. Er führte im Rahmen der Stadtvereinigung 1922 die Eingemeindung von fünf heutigen Quartieren durch, mit der er sich bereits frühzeitig beschäftigt hatte. Während des Landesstreiks 1918 war er, gemeinsam mit Fritz Studer, als vermittelnder Politiker massgeblich daran beteiligt, dass es in Winterthur verhältnismässig ruhig blieb. Als es 1929 zu einem Arbeitskonflikt in der Maschinenindustrie kam, war er Mitglied der interkantonalen Schlichtungsstelle und leistete mit seinem Mitwirken eine wichtige Vorarbeit für das Friedensabkommen in der Schweizer Metall- und Maschinenindustrie von 1937.
Anlässlich seines Rücktritts als Stadtpräsident stiftete er dem Stadtrat 20.000 Schweizer Franken zur Einrichtung des Hans-Sträuli-Fonds, der bis heute Verwendung findet. Sein Nachfolger als Stadtpräsident wurde Hans Widmer (1889–1939).
Von 1894 bis 1919 war er, als Nachfolger seines Vaters, im Zürcher Kantonsrat und präsidierte diesen 1904; 1895 war er zuständig für den Rechenschaftsbericht des Obergerichts. Als Nachfolger des verstorbenen Rudolf Geilinger war er vom 27. März 1911 bis zu seinem gesundheitsbedingten Rücktritt am 1. März 1934 im Nationalrat vertreten und 1929 deren Vizepräsident sowie 1930 deren Präsident; sein Nachfolger im Nationalrat wurde Oberst Hans Kern (1867–1940). Hans Sträuli präsidierte im Nationalrat die Kommission für die Revision des Obligationenrechts und verfasste Kommentare zum Gerichtsverfassungsgesetz, zur Zivilprozess- und zur Strafprozessordnung.
1898 trat er als Mitglied der Bezirksschulpflege zurück, deren Mitglied er seit 1888 war und deren Präsident er sieben Jahre lang war.
Von 1907 bis 1914 war er Vorstandsmitglied der Freisinnig-Demokratischen Partei der Schweiz.
Er setzte sich für die Gleichberechtigung und die Rechte der Frauen ein.
1917 lehnte er die Wahl in den Bundesrat ab.
Er war 1924 Präsident des Organisationskomitees für die Kantonale Zürcherische Ausstellung für Landwirtschaft und Gartenbau.

### Schriftstellerisches Wirken
Hans Sträuli beschäftigte sich mit Rechtsfragen und verfasste Studien über die zürcherische Rechtsgeschichte, unter anderem gab er einen Supplementband zum Kommentar zur zürcherischen Rechtspflege heraus, den sein Vater bereits Jahre vorher verfasst hatte.

## Mitgliedschaften
Hans Sträuli gehörte der Schülerverbindung Vitodurania an.
1890 war er Präsident des Stadtsängervereins Winterthur.
Im Organisationskomitee für das Eidgenössische Schützenfest 1895 in Winterthur war er im Musik- und Unterhaltungskomitee vertreten.

## Ehrungen und Auszeichnungen

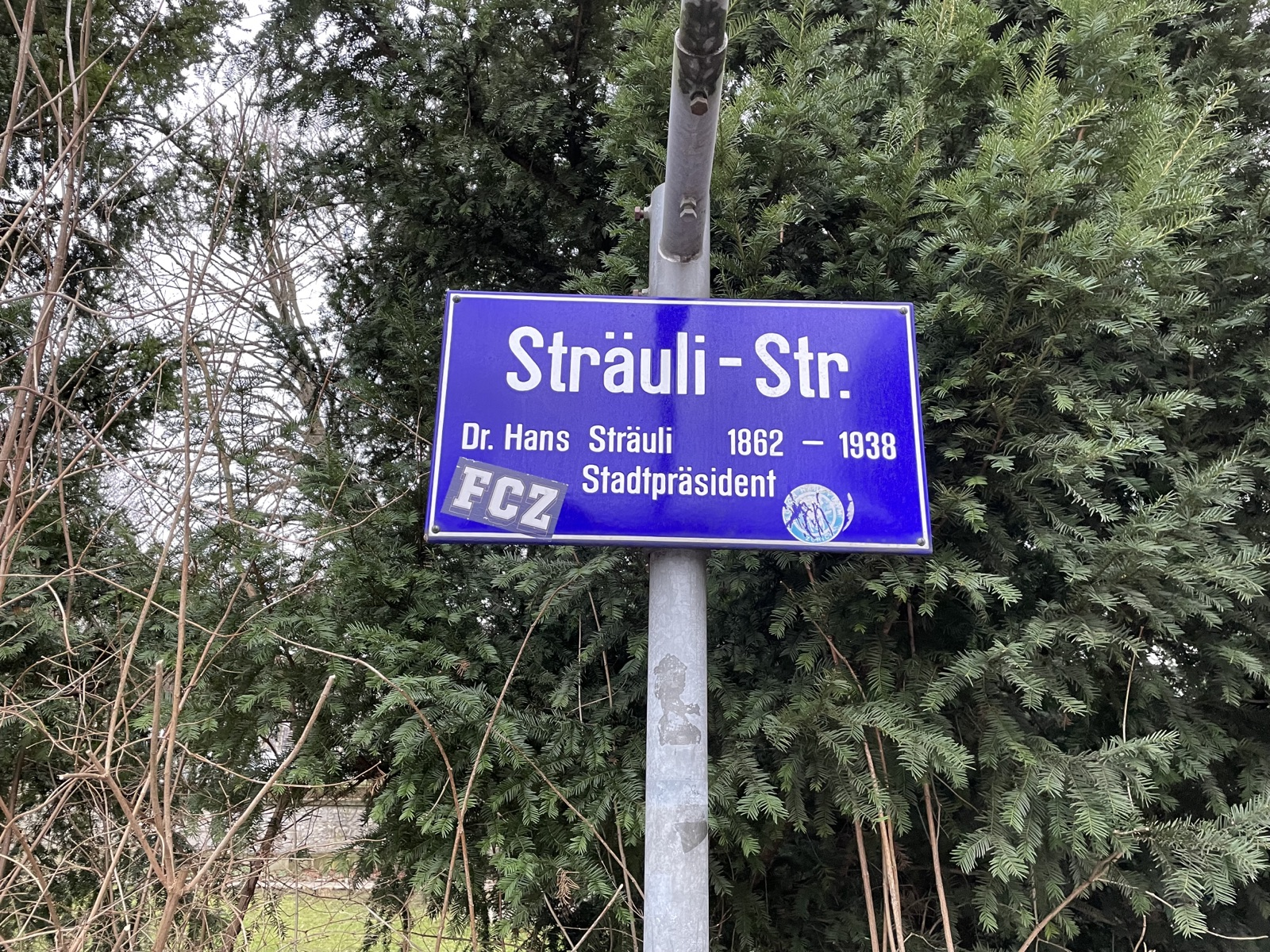
Strassenschild Sträuli-Strasse in Winterthur

Die Rechts- und Staatswissenschaftliche Fakultät erneuerte Hans Sträuli das Doktordiplom, das sie ihm vor fünfzig Jahren verliehen hatte.
Nach ihm wurde die Sträuli-Strasse in Winterthur benannt.

## Schriften (Auswahl)
- Das Retentionsrecht nach dem Bundesgesetz üb.das Obligationenrecht. Winterthur, 1885 (Digitalisat).
- gemeinsam mit Emil Zürcher: Grundlagen und Ergebnisse der Statistik der Rechtspflege im Kanton Zürich. Zürich, 1895 (Digitalisat).[35]
- Veränderungen des Grundkapitals der Aktiengesellschaft: nach dem schweizer. Obligationenrecht. In: Zeitschrift für schweizerisches Recht, Band 14. 1895. S. 1–58 (Digitalisat).
- Verfassung des Eidgenössischen Standes Zürich vom 18. April 1869. Zürich, 1902.[36]
- Über das Frauenstimmrecht. In: Frauenbestrebungen, Heft 1. 1911. S. 5–7 (Digitalisat).
- Das Zürcherische Einführungsgesetz zum Schweizerischen Zivilgesetzbuch vom 2. April 1911. Zürich, 1911.[37][38]
- Gesetze betreffend die zürcherische Rechtspflege. 1913.
- Stadtpräsident Dr. Joh. Jakob Sulzer, 1821 bis 1897. Ein Lebensbild. In: Neujahrsblatt der Stadtbibliothek Winterthur, Band 264. 1931. Buchdruckerei Geschwister Ziegler, Winterthur 1930.